# Neil Danns
Neil Alexander Danns (Liverpool, 23 de novembro de 1982) é um ex-futebolista e treinador de futebol anglo-guianense que atuava como meio-campista. Atualmente está sem clube.

## Carreira em clubes
Tendo passado pelas categorias de base de Liverpool e Blackburn Rovers, jogou apenas 3 partidas por este último entre 2000 e 2004, sendo emprestado para Blackpool, Hartlepool United e Colchester United, que o contratou em definitivo em dezembro de 2004.
Danns jogou ainda por Birmingham City (o clube pagou 500 mil libras para contar com o meia), Crystal Palace, Leicester City, Bristol City, Huddersfield Town e Bolton Wanderers (todos por empréstimo), assinando em definitivo com este último em 2014. Em julho de 2016, foi contratado pelo Bury - no ano seguinte, foi novamente emprestado ao Blackpool, tendo atuado em 16 jogos com a camisa dos Tangerines (13 pela League Two, a quarta divisão nacional) e balançando as redes 2 vezes, vencendo os play-offs de acesso à League One (terceira divisão).
Após a expulsão do Bury por problemas financeiros, assinou com o Tranmere Rovers em setembro de 2019, num contrato válido até o final da temporada. Defendeu ainda Radcliffe, FC Halifax Town, Connah's Quay Nomads e Macclesfield, onde também acumulou a função de treinador.

## Carreira internacional

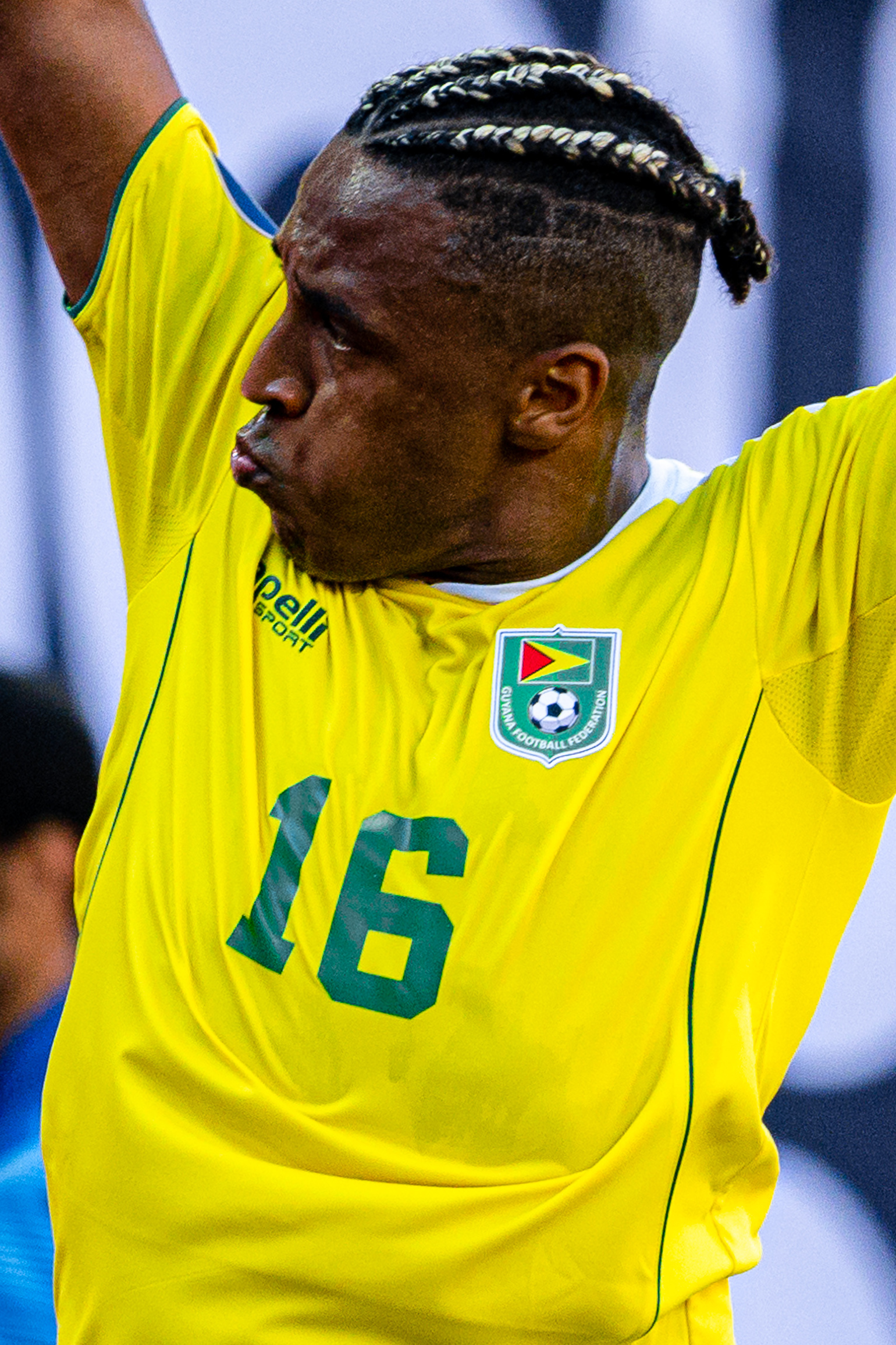
Danns pela Seleção Guianense, em 2019.

Embora seja inglês de nascimento e tendo feito sua carreira em seu país de origem, Danns foi convocado para 2 amistosos da Seleção Guianense em 2015, estreando contra Granada, onde inclusive foi autor de um dos gols na vitória por 2 a 0.
Convocado para a Copa Ouro da CONCACAF de 2019, a primeira competição oficial disputada pelos Jaguares Dourados, entrou para a história do futebol guianense ao fazer os 2 primeiros gols da equipe no torneio, contra o Panamá (ambos de pênalti). Os Canaleros, porém, venceram por 4 a 2, eliminando a Seleção Guianense.
Foi um dos 17 estrangeiros convocados por Michael Johnson para a Copa Ouro (além de Danns, 11 ingleses foram chamados); os outros foram os canadenses Emery Welshman, Jordan Dover e Quillan Roberts, o norte-americano Brandon Beresford e o neerlandês Terell Ondaan.

## Vida pessoal
Seu filho, Jayden Danns, é atacante e também foi revelado pelo Liverpool, se profissionalizando em 2023, enquanto seu pai (homônimo do meio-campista) foi cantor de apoio na participação do Reino Unido no Festival Eurovisão da Canção de 1987 e skatista profissional.

## Títulos
Blackpool
- League Two (play-off): 2016–17